# Kärleksbreven
Kärleksbreven är en amerikansk film från 1945 i regi av William Dieterle. Filmen nominerades till fyra Oscars, bland annat bästa kvinnliga huvudroll (Jennifer Jones), och bästa musik (Victor Young). Filmen bemöttes inte med någon större entusiasm hos de amerikanska filmrecensenterna, men gick bra hos biopubliken.

## Handling
Alan Quinton hjälper sin armékompis med att skriva kärleksbrev. Något som senare leder till katastrofala följder.

## Rollista
- Jennifer Jones - Singleton
- Joseph Cotten - Alan Quinton
- Ann Richards - Dilly
- Cecil Kellaway - Mac
- Gladys Cooper - Beatrice Remington
- Anita Louise - Helen Wentworth
- Robert Sully - Roger Morland
- Reginald Denny - Phillips
- Ernest Cossart - biskop
- Byron Barr - Derek Quinton
- Ian Wolfe - kyrkoherden (ej krediterad)